# 帕拉鼐
帕拉鼐（？—？）名字不详，藏族，西藏拉萨人，西藏贵族，噶厦官员。

## 生平
帕拉家族的帕拉·扎西达吉的兄弟帕拉鼐1879年以代理粮官身份出现，1880年到1881年驻日喀则，后来大约成为代本。他和扎西达吉组成兄弟共妻家庭，其妻约在1884年因帮助萨拉特·钱德拉·达斯的旅行，允其搭车赴拉萨而获罪。在十三世达赖的父亲工噶仁青的帮助，才没有把帕拉家族地产全部没收，而只将最大庄园充公，再以高额租金租给帕拉家族，代本和夫人也被流放7年。